# Umm Ghargan
Umm Ghargan (tiếng Ả Rập: أم غركان), còn được gọi là Tkhouma (تخوما), là một ngôi làng gần Tell Tamer ở phía tây tỉnh al-Hasakah, đông bắc Syria. Về mặt hành chính, nó thuộc về Nahiya Tell Tamer.